# Carlo Vanzini
Carlo Vanzini (Milano, 18 luglio 1971) è un giornalista, telecronista sportivo ed ex sciatore alpino italiano.

## Biografia

### Carriera sciistica
È stato un atleta a livello internazionale di sci alpino; negli anni 1990 ha partecipato a due Universiadi, Sapporo 1991 e Zakopane 1993, e ha fatto parte per cinque stagioni del Gruppo Sportivo Fiamme Oro fino al 1993, anno in cui è diventato maestro e allenatore federale di sci; si è ritirato al termine della stagione 1996-1997.

### Carriera giornalistica
Ha intrapreso la carriera giornalistica collaborando con la rivista SCI. Quattro anni più tardi è passato alla rivista Sciare, con l'incarico di direttore tecnico.
Ha iniziato l'esperienza televisiva nel 1996 con TELE+ per la trasmissione Obiettivo Sci. Dopo TELE+ è approdato a Telemontecarlo come inviato durante le dirette delle gare di Coppa del mondo e conduttore del programma TMSCI, e poi a Stream TV, dove si è occupato ancora delle telecronache delle gare di Coppa del mondo, della conduzione della trasmissione calcistica Champions League Minuto per Minuto, e di tennis. Nel 2001 diviene giornalista professionista.
Ha seguito da inviato i mondiali di sci del 1997 a Sestriere, del 1999 a Vail, del 2001 a Sankt Anton e del 2003 a Sankt Moritz. Ha seguito anche i Giochi olimpici invernali di Nagano (1998), Salt Lake City (2002), Torino (2006) e Vancouver (2010) e i Giochi olimpici estivi di Londra (2012).
Inviato di Formula 1 dal 1998 al 2003 in qualità di radiocronista per l'emittente RTL 102.5, nel 2001 ha conseguito il premio Confartigianato Motori.
È stato anche responsabile per Media Partners, poi Infront, della rubrica televisiva internazionale Snowtime, dedicata alla Coppa del mondo di sci.
Dopo dieci anni di attività da giornalista indipendente, nel settembre del 2003 approda a Sky Sport per ricoprire la carica di caposervizio. 
Telecronista dello sci, ha seguito da inviato e conduttore i mondiali di Bormio (2005) e i XX Giochi olimpici invernali di Torino (2006). Coordinatore e conduttore del telegiornale sportivo Sport Time, è stato poi telecronista della Formula 1 dal Gran Premio di Gran Bretagna 2007 al Gran Premio di Abu Dhabi 2009, in coppia prima con Gabriele Tarquini e poi con Marc Gené. Nella stagione 2010 ha scritto il libro sulla stagione di Formula 1.
In occasione di Vancouver 2010, ha raccontato tutte le gare di sci alpino maschili e femminili a Whistler Blackcomb. Inoltre ha commentato le cerimonie di apertura e chiusura al BC Place assieme a Nicola Roggero e Thomas Grandi.
Nel 2011 e nel 2012 è telecronista delle gare di IndyCar, trasmesse da Sky Sport, responsabile dei motori e conduttore del programma olimpico Obiettivo Olimpiade, in onda su Sky Sport 24. Ha inoltre prestato la sua voce per il videogioco F1 2011 e poi per tutti i capitoli della serie a partire da F1 2016.
All'olimpiade di Londra 2012 ha commentato la Cerimonia di apertura e quella di chiusura all'Olympic Stadium. Inoltre ha condotto tutte le sere olimpiche dallo studio televisivo situato a Tower Bridge il programma Benvenuti sul Podio, che ha analizzato la giornata di gare appena trascorsa.
A Sochi 2014 ha commentato lo sci alpino maschile, sempre in coppia con Giorgio Rocca, e le cerimonie di apertura e chiusura dei giochi.
Dal Gran Premio d'Australia 2013 in seguito al ritorno della Formula 1 e delle gare di contorno (GP3, GP2 e Porsche Super Cup) in esclusiva su Sky, torna a essere il telecronista di prove libere, qualifiche e Gran Premi del Campionato Mondiale di Formula 1 sul nuovo canale Sky Sport F1.
Nel 2024 è responsabile del team Sky di Formula 1.

## Vita privata
È sposato dal 2002 con Cristina Fantoni, anch'ella di professione giornalista.